# Уряд Палау
Уряд Палау — вищий орган виконавчої влади Палау.

## Голова уряду
- Президент — Сурангел Віппс (молодший) (англ. Surangel Whipps Jr.).
- Віце-президент — Антоніо Беллс (англ. Antonio Bells).

## Кабінет міністрів
Склад чинного уряду подано станом на 16 листопада 2015 року.
| Логотип | Міністерство                                                       | Міністр                                            | Фото | Час на посаді | Час на посаді | Партія | Партія | Вебсайт |
| ------- | ------------------------------------------------------------------ | -------------------------------------------------- | ---- | ------------- | ------------- | ------ | ------ | ------- |
|         | Державний міністр Палау                                            | Біллі Куартей (Billy Kuartei)                      |      |               |               |        |        |         |
|         | Міністерство громадської інфраструктури, промисловості та комерції | Чарльз Обічанг (Charles Obichang)                  |      |               |               |        |        |         |
|         | Міністерство освіти                                                | Сінтон Соалаблай (Sinton Soalablai)                |      |               |               |        |        |         |
|         | Міністерство охорони здоров'я                                      | Грегоріо Нгірманг (Gregorio Ngirmang)              |      |               |               |        |        |         |
|         | Міністерство природних ресурсів, екології та туризму               | Флеммінг Уміїч Сенгебау (Flemming Umiich Sengebau) |      |               |               |        |        |         |
|         | Міністерство у справах громад і культури                           | Баклай Теменгіль (Baklai Temengil)                 |      |               |               |        |        |         |
|         | Міністерство фінансів                                              | Ельбучел Саданг (Elbuchel Sadang)                  |      |               |               |        |        |         |
|         | Міністерство юстиції                                               | Антоніо Беллс (Antonio Bells)                      |      |               |               |        |        |         |